# Mistrzostwa Europy w Piłce Nożnej 1980 (składy)
Artykuł grupuje składy wszystkich reprezentacji narodowych w piłce nożnej, które wystąpiły podczas mistrzostw Europy 1980 we Włoszech w dniach 11–22 czerwca 1980 roku.
- Przynależność klubowa na koniec sezonu 1979/1980.
- Liczba występów i goli podana do dnia rozpoczęcia mistrzostw.
- Zawodnicy oznaczeni symbolem  to kapitanowie reprezentacji.
- Legenda:
Pozycje na boisku:
BR – bramkarz
OB – obrońca
PM – pomocnik
NA – napastnik

## Grupa A

### Czechosłowacja
Trener:  Jozef Vengloš (ur. 18 lutego 1936)
| Nr. | Pozycja | Piłkarz             | Data urodzenia         | Mecze | Gole | Klub               |
| --- | ------- | ------------------- | ---------------------- | ----- | ---- | ------------------ |
| 1   | BR      | Jaroslav Netolička  | 3 marca 1954(dts)      | 11    | 0    | Dukla Praga        |
| 2   | OB      | Jozef Barmoš        | 28 sierpnia 1954(dts)  | 28    | 0    | Inter Bratysława   |
| 3   | OB      | Ladislav Jurkemik   | 20 lipca 1953(dts)     | 31    | 1    | Inter Bratysława   |
| 4   | OB      | Anton Ondruš        | 27 marca 1950(dts)     | 54    | 9    | Slovan Bratysława  |
| 5   | OB      | Koloman Gögh        | 7 stycznia 1948(dts)   | 51    | 1    | Slovan Bratysława  |
| 6   | OB      | František Štambachr | 13 lutego 1953(dts)    | 15    | 4    | Dukla Praga        |
| 7   | PO      | Ján Kozák           | 17 kwietnia 1954(dts)  | 34    | 4    | Lokomotiva Koszyce |
| 8   | PO      | Antonín Panenka     | 2 grudnia 1948(dts)    | 43    | 13   | Bohemians Praga    |
| 9   | NA      | Miroslav Gajdůšek   | 20 września 1951(dts)  | 45    | 4    | Dukla Praga        |
| 10  | NA      | Marián Masný        | 13 sierpnia 1950(dts)  | 57    | 17   | Slovan Bratysława  |
| 11  | NA      | Zdeněk Nehoda       | 9 maja 1952(dts)       | 64    | 23   | Dukla Praga        |
| 12  | OB      | Rostislav Vojáček   | 23 lutego 1949(dts)    | 24    | 0    | Baník Ostrawa      |
| 13  | PO      | Verner Lička        | 15 lutego 1954(dts)    | 2     | 0    | Baník Ostrawa      |
| 14  | OB      | Jan Fiala           | 19 maja 1956(dts)      | 12    | 0    | Dukla Praga        |
| 15  | NA      | Ladislav Vízek      | 22 stycznia 1955(dts)  | 15    | 6    | Dukla Praga        |
| 16  | OB      | Oldřich Rott        | 26 maja 1951(dts)      | 3     | 0    | Dukla Praga        |
| 17  | PO      | Jaroslav Pollák     | 11 lipca 1947(dts)     | 49    | 1    | Sparta Praga       |
| 18  | PO      | Jan Berger          | 27 listopada 1955(dts) | 1     | 0    | Dukla Praga        |
| 19  | OB      | Karol Dobiáš        | 18 grudnia 1947(dts)   | 67    | 6    | Bohemians Praga    |
| 20  | PO      | Petr Němec          | 7 czerwca 1957(dts)    | 0     | 0    | Baník Ostrawa      |
| 21  | BR      | Stanislav Seman     | 8 sierpnia 1952(dts)   | 1     | 0    | Spartak Trnawa     |
| 22  | BR      | Dušan Kéketi        | 24 marca 1951(dts)     | 7     | 0    | Lokomotiva Koszyce |

### Grecja
Trener:  Alkietas Panagulias (ur. 30 maja 1934)
| Nr. | Pozycja | Piłkarz                 | Data urodzenia            | Mecze | Gole | Klub                |
| --- | ------- | ----------------------- | ------------------------- | ----- | ---- | ------------------- |
| 1   | BR      | Wasilis Konstandinu     | 19 listopada 1947(dts)    | 23    | 0    | Panathinaikos Ateny |
| 2   | OB      | Janis Kirastas          | 25 października 1952(dts) | 32    | 0    | Olympiakos Pireus   |
| 3   | OB      | Konstandinos Josifidis  | 14 stycznia 1952(dts)     | 35    | 1    | PAOK Saloniki       |
| 4   | OB      | Antimos Kapsis          | 3 września 1950(dts)      | 21    | 0    | Panathinaikos Ateny |
| 5   | OB      | Jorgos Firos            | 8 listopada 1953(dts)     | 37    | 0    | Aris Saloniki       |
| 6   | PO      | Spiros Liwatinos        | 8 stycznia 1955(dts)      | 8     | 1    | Panathinaikos Ateny |
| 7   | PO      | Christos Terzanidis     | 13 lutego 1945(dts)       | 25    | 1    | Panathinaikos Ateny |
| 8   | PO      | Takis Nikoludis         | 26 sierpnia 1951(dts)     | 21    | 4    | Olympiakos Pireus   |
| 9   | NA      | Christos Ardizoglu      | 25 maja 1953(dts)         | 21    | 1    | AEK Ateny           |
| 10  | NA      | Maik Galakos            | 23 listopada 1951(dts)    | 23    | 5    | Olympiakos Pireus   |
| 11  | PO      | Janis Damanakis         | 2 października 1952(dts)  | 18    | 0    | PAOK Saloniki       |
| 12  | OB      | Janis Gunaris           | 6 lipca 1952(dts)         | 12    | 0    | PAOK Saloniki       |
| 13  | PO      | Charalambos Ksantopulos | 29 sierpnia 1956(dts)     | 12    | 0    | Iraklis Saloniki    |
| 14  | PO      | Jorgos Kudas            | 23 listopada 1946(dts)    | 36    | 4    | PAOK Saloniki       |
| 15  | NA      | Tomas Mawros            | 31 marca 1954(dts)        | 22    | 8    | AEK Ateny           |
| 16  | PO      | Konstandinos Kuis       | 5 czerwca 1955(dts)       | 4     | 0    | Aris Saloniki       |
| 17  | OB      | Petros Rawusis          | 1 października 1954(dts)  | 19    | 0    | AEK Ateny           |
| 18  | OB      | Pandelis Nikolau        | 17 lipca 1949(dts)        | 14    | 0    | AEK Ateny           |
| 19  | NA      | Jorgos Kostikos         | 26 kwietnia 1958(dts)     | 7     | 0    | PAOK Saloniki       |
| 20  | NA      | Nikos Anastopulos       | 22 stycznia 1958(dts)     | 6     | 1    | Panionios Ateny     |
| 21  | BR      | Elefterios Pupakis      | 28 grudnia 1946(dts)      | 4     | 0    | OFI Kreta           |
| 22  | BR      | Stelios Papafloratos    | 27 stycznia 1954(dts)     | 2     | 0    | Aris Saloniki       |

### Holandia
Trener:  Jan Zwartkruis (ur. 18 lutego 1926)
| Nr. | Pozycja | Piłkarz              | Data urodzenia            | Mecze | Gole | Klub                |
| --- | ------- | -------------------- | ------------------------- | ----- | ---- | ------------------- |
| 1   | BR      | Piet Schrijvers      | 15 grudnia 1946(dts)      | 32    | 0    | Ajax Amsterdam      |
| 2   | OB      | Bennie Wijnstekers   | 31 sierpnia 1955(dts)     | 4     | 0    | Feyenoord Rotterdam |
| 3   | OB      | Michel van de Korput | 18 września 1956(dts)     | 3     | 0    | Feyenoord Rotterdam |
| 4   | OB      | Hugo Hovenkamp       | 5 października 1950(dts)  | 18    | 0    | AZ Alkmaar          |
| 5   | OB      | Ruud Krol            | 24 marca 1949(dts)        | 72    | 4    | Vancouver Whitecaps |
| 6   | OB      | Jan Poortvliet       | 21 września 1955(dts)     | 15    | 1    | PSV Eindhoven       |
| 7   | NA      | René van de Kerkhof  | 16 września 1951(dts)     | 36    | 5    | PSV Eindhoven       |
| 8   | PO      | Willy van de Kerkhof | 16 września 1951(dts)     | 36    | 4    | PSV Eindhoven       |
| 9   | NA      | Kees Kist            | 7 sierpnia 1952(dts)      | 16    | 3    | AZ Alkmaar          |
| 10  | PO      | Arie Haan            | 16 listopada 1948(dts)    | 32    | 6    | Anderlecht Bruksela |
| 11  | PO      | Heini Otto           | 24 sierpnia 1954(dts)     | 1     | 0    | Twente Enschede     |
| 12  | NA      | Johnny Rep           | 25 listopada 1951(dts)    | 35    | 11   | AS Saint-Étienne    |
| 13  | NA      | Dick Nanninga        | 17 stycznia 1949(dts)     | 11    | 6    | Roda Kerkrade       |
| 14  | NA      | Adrie Koster         | 18 listopada 1954(dts)    | 3     | 0    | PSV Eindhoven       |
| 15  | OB      | Huub Stevens         | 29 listopada 1953(dts)    | 10    | 1    | PSV Eindhoven       |
| 16  | BR      | Pim Doesburg         | 28 października 1943(dts) | 3     | 0    | Sparta Rotterdam    |
| 17  | NA      | Martien Vreijsen     | 15 listopada 1955(dts)    | 0     | 0    | NAC Breda           |
| 18  | PO      | Frans Thijssen       | 23 stycznia 1952(dts)     | 7     | 2    | Ipswich Town        |
| 19  | OB      | Romeo Zondervan      | 3 marca 1959(dts)         | 0     | 0    | Twente Enschede     |
| 20  | BR      | Hans van Breukelen   | 4 października 1956(dts)  | 0     | 0    | FC Utrecht          |
| 21  | OB      | Ernie Brandts        | 3 lutego 1956(dts)        | 17    | 4    | PSV Eindhoven       |
| 22  | OB      | John Metgod          | 27 lutego 1958(dts)       | 7     | 2    | AZ Alkmaar          |

### RFN
Trener:  Jupp Derwall (ur. 10 marca 1927)
| Nr. | Pozycja | Piłkarz               | Data urodzenia            | Mecze | Gole | Klub                     |
| --- | ------- | --------------------- | ------------------------- | ----- | ---- | ------------------------ |
| 1   | BR      | Harald Schumacher     | 6 marca 1954(dts)         | 3     | 0    | FC Köln                  |
| 2   | OB      | Hans-Peter Briegel    | 11 października 1955(dts) | 4     | 0    | FC Kaiserslautern        |
| 3   | OB      | Bernhard Cullmann     | 1 listopada 1949(dts)     | 37    | 6    | FC Köln                  |
| 4   | OB      | Karlheinz Förster     | 25 lipca 1958(dts)        | 13    | 1    | VfB Stuttgart            |
| 5   | OB      | Bernard Dietz         | 22 marca 1948(dts)        | 42    | 0    | MSV Duisburg             |
| 6   | PO      | Bernd Schuster        | 22 grudnia 1959(dts)      | 7     | 1    | FC Köln                  |
| 7   | OB      | Bernd Förster         | 3 maja 1956(dts)          | 7     | 0    | VfB Stuttgart            |
| 8   | NA      | Karl-Heinz Rummenigge | 25 września 1955(dts)     | 31    | 12   | Bayern Monachium         |
| 9   | NA      | Horst Hrubesch        | 17 kwietnia 1951(dts)     | 2     | 0    | Hamburger SV             |
| 10  | PO      | Hansi Müller          | 27 lipca 1957(dts)        | 17    | 3    | VfB Stuttgart            |
| 11  | NA      | Klaus Allofs          | 5 grudnia 1956(dts)       | 11    | 4    | Fortuna Düsseldorf       |
| 12  | PO      | Caspar Memering       | 1 czerwca 1953(dts)       | 2     | 0    | Hamburger SV             |
| 13  | PO      | Rainer Bonhof         | 29 marca 1952(dts)        | 51    | 9    | CF Valencia              |
| 14  | PO      | Felix Magath          | 26 lipca 1953(dts)        | 3     | 0    | Hamburger SV             |
| 15  | PO      | Uli Stielike          | 15 listopada 1954(dts)    | 10    | 0    | Real Madryt              |
| 16  | OB      | Herbert Zimmermann    | 1 lipca 1954(dts)         | 14    | 2    | FC Köln                  |
| 17  | PO      | Karl Del’Haye         | 18 sierpnia 1955(dts)     | 1     | 0    | Borussia Mönchengladbach |
| 18  | PO      | Lothar Matthäus       | 21 marca 1961(dts)        | 0     | 0    | Borussia Mönchengladbach |
| 19  | PO      | Miroslav Votava       | 24 kwietnia 1956(dts)     | 1     | 0    | Borussia Dortmund        |
| 20  | OB      | Manfred Kaltz         | 6 stycznia 1953(dts)      | 36    | 2    | Hamburger SV             |
| 21  | BR      | Walter Junghans       | 26 października 1958(dts) | 0     | 0    | Bayern Monachium         |
| 22  | BR      | Eike Immel            | 27 listopada 1960(dts)    | 0     | 0    | Borussia Dortmund        |

## Grupa B

### Belgia
Trener:  Guy Thys (ur. 6 grudnia 1922)
| Nr. | Pozycja | Piłkarz               | Data urodzenia            | Mecze | Gole | Klub                |
| --- | ------- | --------------------- | ------------------------- | ----- | ---- | ------------------- |
| 1   | BR      | Theo Custers          | 10 sierpnia 1950(dts)     | 8     | 0    | Royal Antwerp       |
| 2   | OB      | Eric Gerets           | 18 maja 1954(dts)         | 23    | 0    | Standard Liège      |
| 3   | OB      | Luc Millecamps        | 10 września 1951(dts)     | 9     | 0    | KSV Waregem         |
| 4   | OB      | Walter Meeuws         | 11 lipca 1951(dts)        | 20    | 0    | Club Brugge         |
| 5   | OB      | Michel Renquin        | 3 listopada 1955(dts)     | 21    | 0    | Standard Liège      |
| 6   | PO      | Julien Cools          | 13 lutego 1947(dts)       | 31    | 1    | VAC Beerschot       |
| 7   | PO      | René Vandereycken     | 22 lipca 1953(dts)        | 21    | 2    | Club Brugge         |
| 8   | PO      | Wilfried Van Moer     | 1 marca 1945(dts)         | 41    | 8    | FC Beringen         |
| 9   | NA      | François Van der Elst | 1 grudnia 1954(dts)       | 30    | 11   | Anderlecht Bruksela |
| 10  | NA      | Erwin Vandenbergh     | 26 stycznia 1959(dts)     | 4     | 4    | SK Lierse           |
| 11  | PO      | Jan Ceulemans         | 28 lutego 1957(dts)       | 14    | 1    | Club Brugge         |
| 12  | BR      | Jean-Marie Pfaff      | 4 grudnia 1953(dts)       | 14    |      | KSK Beveren         |
| 13  | PO      | Maurice Martens       | 5 czerwca 1947(dts)       | 22    | 2    | RWD Molenbeek       |
| 14  | OB      | Gerard Plessers       | 30 marca 1959(dts)        | 4     | 0    | Standard Liège      |
| 15  | PO      | René Verheyen         | 20 marca 1952(dts)        | 13    | 1    | KSC Lokeren         |
| 16  | PO      | Marc Millecamps       | 9 października 1950(dts)  | 1     | 0    | KSV Waregem         |
| 17  | PO      | Raymond Mommens       | 27 grudnia 1958(dts)      | 1     | 0    | KSC Lokeren         |
| 18  | PO      | Guy Dardenne          | 19 października 1954(dts) | 11    | 0    | KSC Lokeren         |
| 19  | NA      | Willy Wellens         | 29 marca 1954(dts)        | 6     | 0    | Standard Liège      |
| 20  | BR      | Michel Preud’homme    | 24 stycznia 1959(dts)     | 1     | 0    | Standard Liège      |
| 21  | OB      | Jos Heyligen          | 30 czerwca 1947(dts)      | 2     | 0    | FC Beringen         |
| 22  | NA      | Ronny Martens         | 22 grudnia 1958(dts)      | 0     | 0    | Anderlecht Bruksela |

### Anglia
Trener:  Ron Greenwood (ur. 11 listopada 1921)
| Nr. | Pozycja | Piłkarz         | Data urodzenia            | Mecze | Gole | Klub                    |
| --- | ------- | --------------- | ------------------------- | ----- | ---- | ----------------------- |
| 1   | BR      | Ray Clemence    | 5 sierpnia 1948(dts)      | 49    |      | FC Liverpool            |
| 2   | OB      | Phil Neal       | 20 lutego 1951(dts)       | 25    | 3    | FC Liverpool            |
| 3   | OB      | Kenny Sansom    | 26 września 1958(dts)     | 7     | 0    | Crystal Palace          |
| 4   | OB      | Phil Thompson   | 21 stycznia 1954(dts)     | 23    | 1    | FC Liverpool            |
| 5   | OB      | David Watson    | 5 października 1946(dts)  | 52    | 4    | FC Southampton          |
| 6   | PO      | Ray Wilkins     | 14 września 1956(dts)     | 32    | 1    | Manchester United       |
| 7   | NA      | Kevin Keegan    | 14 lutego 1951(dts)       | 51    | 19   | Hamburger SV            |
| 8   | PO      | Steve Coppell   | 9 lipca 1955(dts)         | 23    | 6    | Manchester United       |
| 9   | NA      | David Johnson   | 23 października 1951(dts) | 7     | 5    | FC Liverpool            |
| 10  | PO      | Trevor Brooking | 2 października 1948(dts)  | 37    | 2    | West Ham United         |
| 11  | NA      | Tony Woodcock   | 6 grudnia 1955(dts)       | 10    | 3    | FC Köln                 |
| 12  | OB      | Viv Anderson    | 29 lipca 1956(dts)        | 3     | 0    | Nottingham Forest       |
| 13  | BR      | Peter Shilton   | 18 września 1949(dts)     | 30    | 0    | Nottingham Forest       |
| 14  | OB      | Trevor Cherry   | 23 lutego 1948(dts)       | 26    | 0    | Leeds United            |
| 15  | OB      | Emlyn Hughes    | 28 sierpnia 1947(dts)     | 62    | 1    | Wolverhampton Wanderers |
| 16  | OB      | Mick Mills      | 4 stycznia 1949(dts)      | 29    | 0    | Ipswich Town            |
| 17  | PO      | Terry McDermott | 8 grudnia 1951(dts)       | 10    | 0    | FC Liverpool            |
| 18  | PO      | Ray Kennedy     | 28 lipca 1951(dts)        | 15    | 3    | FC Liverpool            |
| 19  | PO      | Glenn Hoddle    | 27 października 1957(dts) | 3     | 2    | Tottenham Hotspur       |
| 20  | NA      | Paul Mariner    | 22 maja 1953(dts)         | 9     | 3    | Ipswich Town            |
| 21  | NA      | Garry Birtles   | 27 lipca 1956(dts)        | 1     | 0    | Nottingham Forest       |
| 22  | BR      | Joe Corrigan    | 18 listopada 1948(dts)    | 5     | 0    | Manchester City         |

### Włochy
Trener:  Enzo Bearzot (ur. 26 września 1927)
| Nr. | Pozycja | Piłkarz              | Data urodzenia            | Mecze | Gole | Klub           |
| --- | ------- | -------------------- | ------------------------- | ----- | ---- | -------------- |
| 1   | BR      | Dino Zoff            | 28 lutego 1942(dts)       | 80    | 0    | Juventus Turyn |
| 2   | OB      | Franco Baresi        | 8 maja 1960(dts)          | 0     | 0    | AC Milan       |
| 3   | OB      | Giuseppe Baresi      | 7 lutego 1958(dts)        | 1     | 0    | Inter Mediolan |
| 4   | OB      | Mauro Bellugi        | 7 lutego 1950(dts)        | 32    | 0    | SSC Napoli     |
| 5   | OB      | Antonio Cabrini      | 8 października 1957(dts)  | 17    | 1    | Juventus Turyn |
| 6   | OB      | Fulvio Collovati     | 9 maja 1957(dts)          | 8     | 1    | AC Milan       |
| 7   | OB      | Claudio Gentile      | 27 września 1953(dts)     | 35    | 1    | Juventus Turyn |
| 8   | OB      | Aldo Maldera         | 14 października 1953(dts) | 10    | 0    | AC Milan       |
| 9   | OB      | Gaetano Scirea       | 25 maja 1953(dts)         | 28    | 1    | Juventus Turyn |
| 10  | PO      | Giancarlo Antognoni  | 1 kwietnia 1954(dts)      | 43    | 6    | ACF Fiorentina |
| 11  | PO      | Romeo Benetti        | 20 października 1945(dts) | 51    | 2    | AS Roma        |
| 12  | BR      | Ivano Bordon         | 13 kwietnia 1951(dts)     | 5     | 0    | Inter Mediolan |
| 13  | PO      | Ruben Buriani        | 16 marca 1955(dts)        | 2     | 0    | AC Milan       |
| 14  | PO      | Gabriele Oriali      | 25 listopada 1952(dts)    | 9     | 1    | Inter Mediolan |
| 15  | PO      | Marco Tardelli       | 24 września 1954(dts)     | 36    | 3    | Juventus Turyn |
| 16  | PO      | Renato Zaccarelli    | 18 stycznia 1951(dts)     | 23    | 2    | FC Torino      |
| 17  | NA      | Alessandro Altobelli | 28 listopada 1955(dts)    | 0     | 0    | Inter Mediolan |
| 18  | NA      | Roberto Bettega      | 27 grudnia 1950(dts)      | 30    | 17   | Juventus Turyn |
| 19  | NA      | Franco Causio        | 1 lutego 1949(dts)        | 51    | 6    | Juventus Turyn |
| 20  | NA      | Francesco Graziani   | 16 grudnia 1952(dts)      | 34    | 15   | FC Torino      |
| 21  | NA      | Roberto Pruzzo       | 1 kwietnia 1955(dts)      | 1     | 0    | AS Roma        |
| 22  | BR      | Giovanni Galli       | 29 kwietnia 1958(dts)     | 0     | 0    | ACF Fiorentina |

### Hiszpania
Trener:  Ladislao Kubala (ur. 10 czerwca 1927)
| Nr. | Pozycja | Piłkarz                 | Data urodzenia            | Mecze | Gole | Klub               |
| --- | ------- | ----------------------- | ------------------------- | ----- | ---- | ------------------ |
| 1   | BR      | Luis Arconada           | 26 czerwca 1954(dts)      | 17    | 0    | Real Sociedad      |
| 2   | OB      | José Ramón Alexanko     | 19 maja 1956(dts)         | 10    | 1    | Espanyol Barcelona |
| 3   | OB      | Migueli                 | 19 grudnia 1951(dts)      | 29    | 1    | FC Barcelona       |
| 4   | PO      | José Diego              | 21 listopada 1954(dts)    | 1     | 0    | Real Sociedad      |
| 5   | OB      | Francisco Javier Uría   | 1 lutego 1950(dts)        | 13    | 0    | Sporting Gijón     |
| 6   | PO      | Juan Manuel Asensi      | 23 września 1949(dts)     | 39    | 7    | FC Barcelona       |
| 7   | NA      | Dani                    | 28 czerwca 1951(dts)      | 18    | 6    | Espanyol Barcelona |
| 8   | PO      | Julio Cardeñosa         | 27 października 1949(dts) | 7     | 0    | Real Betis Sewilla |
| 9   | NA      | Francisco José Carrasco | 6 marca 1959(dts)         | 6     | 0    | FC Barcelona       |
| 10  | NA      | Quini                   | 23 września 1949(dts)     | 28    | 5    | Sporting Gijón     |
| 11  | PO      | Vicente del Bosque      | 23 grudnia 1950(dts)      | 17    | 1    | Real Madryt        |
| 12  | NA      | Juanito                 | 10 listopada 1954(dts)    | 14    | 2    | Real Madryt        |
| 13  | BR      | Urruti                  | 17 lutego 1952(dts)       | 5     | 0    | Espanyol Barcelona |
| 14  | OB      | Rafael Gordillo         | 24 lutego 1957(dts)       | 7     | 0    | Real Betis Sewilla |
| 15  | OB      | Antonio Olmo            | 18 stycznia 1954(dts)     | 12    | 0    | FC Barcelona       |
| 16  | NA      | Santillana              | 23 sierpnia 1952(dts)     | 22    | 5    | Real Madryt        |
| 17  | NA      | Jesús María Satrústegui | 12 lutego 1954(dts)       | 10    | 1    | Real Sociedad      |
| 18  | PO      | Enrique Saura           | 2 sierpnia 1954(dts)      | 7     | 2    | CF Valencia        |
| 19  | OB      | Cundi                   | 13 kwietnia 1955(dts)     | 7     | 0    | Sporting Gijón     |
| 20  | OB      | Miguel Tendillo         | 1 lutego 1961(dts)        | 1     | 0    | CF Valencia        |
| 21  | PO      | Jesús María Zamora      | 1 stycznia 1955(dts)      | 7     | 0    | Real Sociedad      |
| 22  | BR      | Pedro María Artola      | 6 września 1948(dts)      | 0     | 0    | FC Barcelona       |